# آنیتا دبلیو. ادیسون
آنیتا دبلیو. ادیسون (انگلیسی: Anita W. Addison; ۶ سپتامبر ۱۹۵۲ – ۲۴ ژانویهٔ ۲۰۰۴) کارگردان فیلم، کارگردان تلویزیونی، و تهیه‌کننده تلویزیونی اهل ایالات متحده آمریکا بود. وی بین سال‌های ۱۹۷۶ تا ۲۰۰۴ میلادی فعالیت می‌کرد.